# Technische Beschaffung
Technische Beschaffung/Technischer Einkauf (auch Procurement Engineering) ist eine moderne Funktion der Materialwirtschaft. Sie ist üblicherweise eine Disziplin des Wirtschaftsingenieurwesens, kombiniert technische und betriebswirtschaftliche Methoden und nimmt besonders vor dem Hintergrund der zunehmen Digitalisierung an Bedeutung zu.

## Begriffliche Abgrenzung
Die Begriffsabgrenzung von technischem Einkauf und technischer Beschaffung ist nicht eindeutig. Während sich die klassische Aufgabenbeschreibung des Einkaufs auf eine späte Phase des Produktentstehungsprozesses kurz vor dem Produktionsbeginn (Start of Production, SOP) und die Unterstützung der laufenden Produktionsphase fokussiert, wird mit dem Begriff der Beschaffung häufig der gesamte Prozess von Materialdisposition, Bestellung und Beschaffungslogistik sowie strategischen Elementen – wie Value- und Cost Engineering, strategische Lieferantenenbindung oder Innovationssourcing – beschrieben. Die technische Beschaffung ist demnach integraler Bestandteil des Produktentstehungsprozesses und begleitet das Produkt von der ersten Idee bis zum Recycling. Der Funktionsbereich übernimmt zunehmend die Rolle eines Business Partners, welcher als „Margenverbesserer, Liquiditätssteigerer, Risikomanager sowie Innovationstreiber“ agiert.

## Bedeutung
Das Beschaffungsvolumen der vom BME (Bundesverband Materialwirtschaft, Einkauf und Logistik) betreuten Unternehmen betrug im Jahr 2014 etwa 1,4 Billionen Euro. Extrapoliert man diese Größe auf alle Unternehmen in Deutschland im Jahr 2020, dürfte sich ein Volumen von mehr als 1,8 Billionen € ergeben. Dabei reduzieren die meisten Firmen ihr eigen Wertschöpfungstiefe zunehmend, sodass viele Unternehmen ein Beschaffungsvolumen von mehr als der Hälfte des Umsatzes haben.
Die Kernleistungen der technischen Beschaffung geht deutlich über die rein monetäre Zielsetzung hinaus. Fragestellungen des Innovationsmanagements, der Versorgungssicherheit oder Transparenz in der Supply Chain werden immer wichtiger.